# Veganism

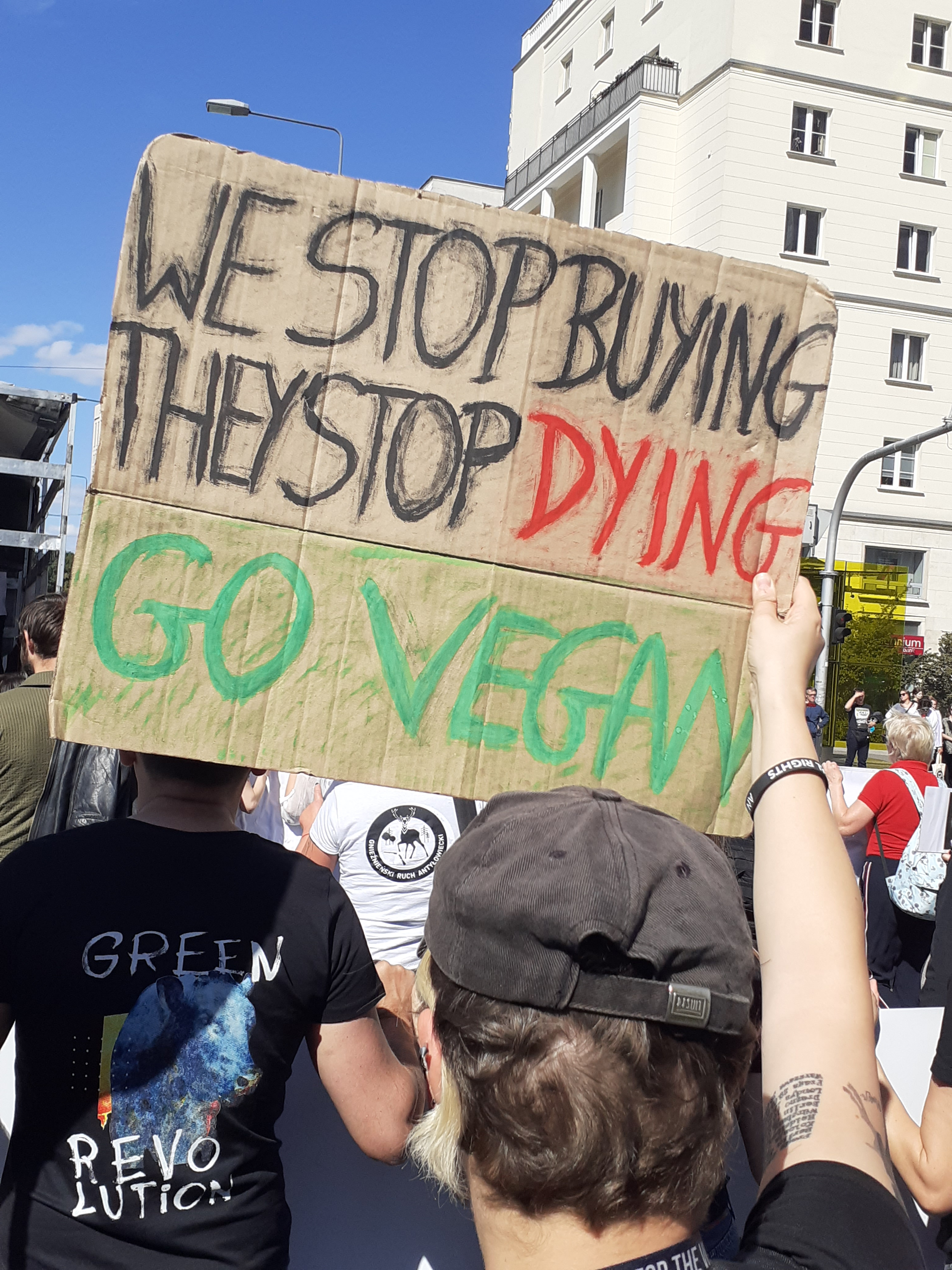
Vegansk paroll vid en demonstration i Polen 2022.

Veganism är en filosofi och livsstil som kännetecknas av ett avståndstagande från djurprodukter.
Veganismen skiljer sig från vegetarianism genom att utöver att avstå animaliska livsmedel även avstå andra produkter gjorda på djur, såsom skinnkläder, pälsprodukter, yllekläder och dunkuddar. Många veganer inkluderar även produkter som tagits fram genom djurförsök på listan över saker de undviker. Likaså inkluderas ofta konsumtion av tjänster där de anser att djur utnyttjas, till exempel besök på djurparker, cirkus som handhar djur, rodeor och tjurfäktning.
Ibland används vegansk som benämning och märkning på  livsmedel som inte innehåller några animaliska produkter, vilket kontrasteras med vegetariskt, egentligen lakto-ovo-vegetariskt, som kan innehålla ägg eller mjölk.

## Historik
Veganismens början, inklusive myntandet av ordet "vegan", brukar spåras till grundandet av The Vegan Society år 1944 i Storbritannien, som bildades av en utbrytargrupp från Vegetarian Society. Utbrytargruppen ansåg att vegetarianismen var otillräcklig eftersom djur far illa vid produktionen av alla djurprodukter. 1960 bildades American Vegan Society i USA, 1976 bildades Veganföreningen i Sverige och 1993 bildades Vegaaniliitto ("Veganföreningen") i Finland.
I en undersökning som utfördes 2014 på uppdrag av Djurens Rätt angav fyra procent av Sveriges befolkning att de var veganer. I Storbritannien visade en statlig undersökning från 2007 att cirka två procent av britterna identifierade sig som veganer.
2025 fanns många länder som kan identifieras som "vegan-vänliga". 

## Definition
Vegan Society i Storbritannien definierar veganism som "en filosofi och sätt att leva som strävar efter att exkludera, så långt som möjligt, alla former av exploatering av och grymhet mot djur för mat, kläder eller något annat syfte."
Vegan Societys definition har dock kritiserats, bland annat av Emelia Quinn och Benjamin Westwood, som menar att den både är onödigt komplicerad och motsägelsefull. Detta då den har såväl en praktisk dimension ("så långt som är möjligt") men också ett idealiserande mål ("alla former av exploatering av och grymhet mot djur"). Andra, såsom Nathan Stephens Griffin, har dock argumenterat för att definitionen fångar den inneboende svårigheten i en vegansk livsstil, då veganer ofrånkomligen, medvetet eller av misstag, ibland konsumerar djurprodukter.

## Filosofi

### Etisk veganism
Etisk veganism kan beskrivas som ett filosofiskt motstånd mot speciesism - idén om att människor är överlägsna djur och att människan har rätt att diskriminera djur till följd av deras arttillhörighet. Gary L. Francione definierar etisk veganism som "det personliga avståndstagandet från synen på djur som varor [...]  [och uppfattningen att djur] har lägre moraliskt värde än människor". Utilitaristen Peter Singer menar att djur bör ingå i en utilitaristisk kalkyl och betraktas som likvärdiga till människor i sådana kalkyler, eftersom de kan lida.
Etisk veganism kan kategoriseras i två typer: absolutistisk veganism och "måttfull" veganism. Absolutistisk veganism utgår från att all användning av djur är oetiskt, oberoende av kontext eller konsekvenser. "Måttfull" etisk veganism innefattar att betrakta det som i allmänhet oetiskt att använda djur/djurprodukter, men att det är etiskt i fall där andra etiska överväganden anses väga tyngre.
Etisk veganism har försvarats med utgångspunkt ur normativa etiska teorier (till exempel utilitarism, kantianism och kontraktualism) och med utgångspunkt ur specifika premisser, såsom "det är fel att orsaka lidande". En central fråga för etisk veganism (samt etisk vegetarianism) är varför konsumtionen av djurprodukter är oetisk om produktionen är det. Denna fråga har besvarats på flera sätt av etiska veganer: (1) att konsumtion är fel för att det orsakar större efterfrågan på/produktion av djurprodukter, (2) att konsumtion av djurprodukter är fel för att konsumenten drar nytta av något oetiskt, (3) att konsumtion är fel för att konsumenten genom sin konsumtion samtycker till produktionen av produkten, eller (4) att konsumenten genom sin konsumtion främjar/normaliserar en oetisk syn på djur. Flera veganer, såsom Holly Lawford-Smith och James Rachels, har kombinerat flera av dessa premisser i sina argumentationer. En svårighet för det första argumentet är hur stor påverkan konsumenten faktiskt har på produktionen, samt hur indirekta följder av en handling en person kan hållas ansvarig för. Argument 2 och 3 har istället svårigheten att det inte är självklart vad "att samtycka till" respektive "att dra nytta av" innefattar.
Doggett menar att även om produktionen och konsumtionen inte skulle gå att koppla samman etiskt, skulle det gå att argumentera för att det är en etisk skyldighet att försöka förändra samhället politiskt. Detta görs av Robert C. Jones, som menar att veganism inte är ett konsumtionsmönster, utan en politisk strävan efter ett veganskt samhälle.

### Veganism av miljöskäl
Vissa väljer att bli veganer av miljöskäl för att minska sina ekologiska fotavtryck och bidra till en mer hållbar planet. Genom att avstå från animaliska produkter minskar de den negativa påverkan på klimatet, då animalieproduktionen ofta är förknippad med höga utsläpp av växthusgaser. Dessutom minskar en växtbaserad kost vattenförbrukningen och minimerar skogsskövling som är kopplad till djurhållning och betesmark.

### Religiös veganism
En del veganer är det av religiösa skäl. Exempelvis kan den buddhistiska idén om återfödelse betraktas som skäl för att behandla djur och människor likvärdigt. Vad gäller kristendom menar McPherson att kristna veganer kan hänvisa till kristendomens betoning på vördnad, nåd och förvaltarskap som stöd för en "kristen veganism".

### Hälsoskäl
En del människor blir veganer av dietskäl för att uppnå en hälsosammare livsstil. Studier har visat att en balanserad växtbaserad kost kan bidra till att sänka risken för hjärt- och kärlsjukdomar, typ 2-diabetes och vissa former av cancer. Dessutom kan en växtbaserad kost vara mer fiberrik och näringsrik, vilket för somliga kan leda till ökad energi och förbättrad matsmältning. Vissa atleter väljer också att bli veganer med målet att förbättra sina prestationer.

## Veganism i massmedia
Mediaanalyser under 2000-talet i Storbritannien och Frankrike har visat att veganism oftast porträtterats som en extrem, asketisk och farlig livsstil. Matthew Cole och Karen Morgan analyserade porträtteringen av veganer i nationella nyhetstidningar i Storbritannien år 2007. I deras studie beskriver de att porträtteringen av veganer genomsyrades av "vegaphobia", en slags fobi mot veganism. Av de analyserade artiklarna (397 stycken) var 5,5 procent positiva, 20,2 procent neutrala och 74,3 procent negativa. Även i populärkulturen har negativa skildringar och stereotyper av veganer varit vanliga, även om det enligt Jallinoja, Vinnari och Niva också finns exempel på positiva skildringar (såsom Lisa Simpson i TV-serien Simpsons). Under 2010-talet har dock skildringen av veganer och veganism enligt Jallinoja, Vinnari och Niva blivit mer positiv i massmedia, bland annat då "kändisveganer" fått stort mediautrymme. Cole och Morgan är kritiska till att mediarapporteringen kring veganism fokuserat på veganer som personer, då detta enligt dem förflyttar fokus från djuren.

## Aktivism

### Skildring av djurproduktion
Djurrättsaktivister i Europa, USA, Australien och Mexiko har genom filmande och fotograferande av djurproduktionen samt spridning av sådant material försökt förändra människors syn på produktionen av djurprodukter. Sociala medier har ofta spelat en betydande roll i spridningen av sådant bildmaterial. Förutom spridning av enskilt bildmaterial har även ett flertal dokumentärer producerats med syfte att skildra produktionen av djurprodukter. Exempel på sådana dokumentärer är Cowspiracy (2014/2015), Food, Inc. (2008) och Forks over Knives (2011). People for the Ethical Treatment of Animals (PETA) samt flera andra djurrättsorganisationer har blivit kända för att i sin kommunikation använda sig av mycket känsloladdad retorik.

### Illegal aktivism
En liten men mycket uppmärksammad del av djurrättsrörelsen har använt sig av illegala metoder i sin aktivism. Exempel på en organisation som använt illegala medel är Animal Liberation Front, som klassats som en terroristgrupp av FBI (USA) och Scotland Yard (Londons polishögkvarter). Animal Liberation Front har bland annat använt sig av hot, trakasserier, vandalism, skadegörelse, "befriande" av försöksdjur och eldbombning av bilar. De flesta djurrättsorganisationer tar dock avstånd från användande av våld. Till exempel tog över 100 djurrättsorganisationer avstånd från våld, stöld och skadegörelse i en artikel i The New York Times år 1994, där djurrättsorganisationerna i fråga menade att organisationer såsom Animal Liberation Front är enhälligt ansvariga för djurrättsrörelsens dåliga anseende.

### Mörk veganism
Michael D. Sloane kallar en viss typ av politisk aktivism för "mörk veganism". Denna typ av aktivism fokuserar enbart på djurens lidande, och syftar till att väcka äckel eller avsmak hos åskådarna. Exempel på "mörk veganism" är musikalbumet "One Pig" av Matthew Herbert, som består av ljudfiler från en gris födelse fram till att grisen äts upp. Ett annat exempel på "mörk veganism" är Damien Hirst konstinstallation "Mother and Child (Divided)", som består av en ko och hennes kalv, uppskurna mitt itu och placerade inuti montrar. Herberts musikalbum fick kritik av bland annat PETA, som anser att det är "respektlöst att producera konst från ett djurs lidande". Herbert försvarade sig med att djuren hade dött (och lidit) oavsett om han spelade in ljudfiler eller inte.

### Notförteckning
1. ↑  ”Definition of veganism” (på engelska). The Vegan Society. https://www.vegansociety.com/go-vegan/definition-veganism. Läst 18 juli 2023.
2. ↑  ”Vegetarian eller vegan - det här är skillnaden”. Allt om Mat. https://alltommat.expressen.se/artiklar/vegetarian-eller-vegan-det-har-ar-skillnaden/. Läst 18 juli 2023.
3. ↑  ”Information för konsumenter - V-Label”. www.v-label.com. 30 maj 2022. https://www.v-label.com/sv/information-for-konsumenter/. Läst 18 juli 2023.
4. 1 2 3 4  Jallinoja, Vinnari & Niva (2019) s. 157-179
5. ↑  ”Rapport allmänheten om vegetariskt mat maj 2014 vego”. http://www.djurensratt.se/sites/default/files/rapport_allmanheten_om_vegetarisk_mat_maj_2014_vego.ppt.
6. ↑  "Data tables" Arkiverad 11 november 2014 hämtat från the Wayback Machine., Department for Environment, Food and Rural Affairs, table 210, question F7, accessed February 1, 2011.
7. ↑  ”De mest vegan-vänliga länderna.”. https://vegoutmag.com/travel/nat-the-most-vegan-friendly-countries-in-2025-ranked-by-the-latest-data/. Läst 28 juni 2025.
8. ↑  ”Definition of veganism” (på engelska). The Vegan Society. https://www.vegansociety.com/go-vegan/definition-veganism. Läst 29 mars 2020.
9. 1 2  Stephens Griffin (2017), s. 1-18
10. ↑  Krinsky (2019), s. 233
11. ↑  Francione (2010), s. 62
12. ↑  Singer (2009), kapitel 1
13. ↑  Singer (1980)
14. 1 2 3 4 5  McPherson, T. (2018), kap. 10
15. 1 2 3 4 5  Doggett, Tyler (2018). Edward N. Zalta. red. Moral Vegetarianism. The Stanford Encyclopedia of Philosophy. https://plato.stanford.edu/archives/fall2018/entries/vegetarianism/. Läst 13 mars 2020
16. ↑  Jones (2016) s. 26-28
17. ↑  Carrington, Damian (20 juli 2023). ”Vegan diet massively cuts environmental damage, study shows” (på brittisk engelska). The Guardian. ISSN 0261-3077. https://www.theguardian.com/environment/2023/jul/20/vegan-diet-cuts-environmental-damage-climate-heating-emissions-study. Läst 23 juli 2023.
18. ↑  ”Go vegan for the environment” (på engelska). Why go vegan?. The Vegan Society. https://www.vegansociety.com/go-vegan/why-go-vegan/environment. Läst 23 juli 2023.
19. ↑  ”Eating a plant-based diet at any age may lower cardiovascular risk” (på engelska). www.heart.org. https://www.heart.org/en/news/2021/08/04/eating-a-plant-based-diet-at-any-age-may-lower-cardiovascular-risk. Läst 23 juli 2023.
20. ↑  ”Diabetes” (på engelska). Physicians Committee for Responsible Medicine. https://www.pcrm.org/health-topics/diabetes. Läst 23 juli 2023.
21. ↑  ”Cancer” (på engelska). Physicians Committee for Responsible Medicine. https://www.pcrm.org/health-topics/cancer. Läst 23 juli 2023.
22. ↑  Oliver, Brian (29 juli 2017). ”A vegan diet helps them win – but are sports stars committed to the cause?” (på brittisk engelska). The Observer. ISSN 0029-7712. https://www.theguardian.com/lifeandstyle/2017/jul/29/veganism-forest-green-rovers-sports-performance. Läst 23 juli 2023.
23. 1 2  Cole & Morgan (2011)
24. ↑  Yount (2008), s. 15-17
25. ↑  Yount (2008), s. 16-20
26. 1 2  Sloane (2016) s. 126-143

### Källhänvisningar
- Cole, M. & Morgan, K. (2011) Vegaphobia: Derogatory discourses of veganism and the reproduction of speciesism in UK national newspapers. British Journal of Sociology 62(1): 134-53. doi: 10.1111/j.1468-4446.2010.01348.x
- Covey, A. (2018) Ethical Veganism as Protected Identity: Constructing a Creed Under Human Rights Law. Ur Quinn, E. (red.) & Westwood, B. (red.) Thinking Veganism in Literature and Culture (s. 225-248). Palgrave Macmillan, ISBN 978-3-319-73379-1
- Craig, W. J. & Pinyan, L. (2001) Nutrients of Concern in Vegetarian Diets. Ur Sabaté, J. (red.) Vegetarian Nutrition (s. 299-332). CRC Press ISBN 0-8493-8508-3
- Francione, G. L. (2010) The Abolition of Animal Exploitation. Ur Francione, G. L. & Steiner, G. The Animal Rights Debate: Abolition or Regulation?. Columbia University Press, ISBN 978-0-231-52669-2
- Haddad, E. H. (2018) Vegetarian Diet and Risk of Cardiovascular Disease. Ur Vegetarian Nutrition and Wellness (s. 45-70). CRC Press ISBN 9781138035560
- Jallinoja, P., Vinnari, M. & Niva, M. (2019) Veganism and plant based eating. Ur Boström, M. (red.), Micheletti, M. (red.) & Oosterveer, P. (red.) The Oxford Handbook of Political Consumerism (s. 157-179). Oxford University Press, ISBN 0190629037
- Jones, R. C. (2016) Veganisms. Ur Castricano, J. (red.) & Simonsen, R. R. (red.) Critical Perspectives on Veganism (s. 15-40). Palgrave Macmillan ISBN 978-3-319-33418-9
- Key, T. J. & Appleby, P. N. (2001) Vegetarianism, Coronary Risk Factors and Coronary Heart Disease. Ur Sabaté, J. (red.) Vegetarian Nutrition (s. 33-54). CRC Press ISBN 0-8493-8508-3
- Krinsky, A. D. (2019) Relevant and Irrelevant distinctions: Speciesism, Judaism, and Veganism. Ur Labendz, J. A. (red.) & Yanklowitz, S. (red.) Jewish Veganism and Vegetarianism: Studies and New Directions. SUNY Press, ISBN 978-1438473611
- McPherson, T. (2018) The ethical basis for veganism. Ur Barnhill, A. (red.), Doggett, T. (red.) & Budolfson, M. (red.) The Oxford Handbook of Food Ethics (Oxford Handbooks). Oxford University Press
- Nix, S. (2017) Williams' Basic Nutrition and Diet Therapy, 15th edition. Elsevier/Mosby ISBN 9780323377317
- Orlich, M. J & Thomas, R. M. (2018) Risk of Cancer in Vegetarians. Ur Vegetarian Nutrition and Wellness (s. 71-92). CRC Press ISBN 9781138035560
- Pick, A. (2018) Vegan Cinema. Ur Quinn, E. (red.) & Westwood, B. (red.) Thinking Veganism in Literature and Culture (s. 125-146). Palgrave Macmillan, ISBN 978-3-319-73379-1
- Quinn, E. (2018) Monstrous Vegan Narratives: Margaret Atwood's Hideous Progeny. Ur Quinn, E. (red.) & Westwood, B. (red.) Thinking Veganism in Literature and Culture (s. 149-174). Palgrave Macmillan, ISBN 978-3-319-73379-1
- Quinn, E. & Westwood, B. (2018) Introduction: Thinking Through Veganism. Ur Quinn, E. (red.) & Westwood, B. (red.) Thinking Veganism in Literature and Culture (s. 1-24). Palgrave Macmillan, ISBN 978-3-319-73379-1
- Singer, P. (1980) Utilitarianism and Vegetarianism. Philosophy and Public Affairs 9(4): 325-337
- Singer, P. (2009) Animal Liberation: The Definitive Classic of the Animal Movement. Harper Perennial, ISBN 978-0061711305
- Sloane, M. D. (2016) Dark Veganism: The Instrumental Intimacies of Matthew Herbert's One Pig. Ur Castricano, J. (red.) & Simonsen, R. R. (red.) Critical Perspectives on Veganism (s. 123-154). Palgrave Macmillan ISBN 978-3-319-33418-9
- Stephens Griffin, N. (2017) Understanding Veganism: biography and identity. Palgrave Macmillan, ISBN 9783319521015
- Turner, R. E. (2012) Nutrition in Pregnancy. Ur Ross, C. A., Caballero, B., Cousins, R. J., Tucker, L. K. & Ziegler, T. R. Modern Nutrition in Health and Disease — 11th ed. (s. 684-697) Lippincott Williams & Wilkins ISBN 978-1-60547-461-8
- Yount, L. (2008) Animal Rights: Revised Edition. Infobase Publishing, ISBN 978-0-8160-7130-2